# Sutura (medicina)
En cirugía, la sutura (también sutura quirúrgica) es un método de cierre para heridas o cortes en cualquier tejido u órgano, utilizando hilos, grapas u otro material para unir los extremos afectados.

## Historia
La sutura es una técnica muy antigua. Los vestigios más antiguos de esta técnica proceden de Egipto, donde los instrumentos quirúrgicos con un aguja datan del año 3000 a. C., así como el hilo conservado en el estómago de una momia del año 1100 a. C. Los primeros textos que mencionan el uso de hilos de sutura son el papiro de Edwin Smith (1650 a. C.) y el Samhita, un tratado de cirugía escrito hacia el 600 a. C. por Súsruta, un médico indio. Posteriormente, Celso (Roma) y Hua Tuo (China) dieron otras descripciones. En aquella época se utilizaban diversos materiales, como hilos textiles, pelo, tendones e intestinos.
Más tarde, Abulcasis (en Al-Tasrif, c. 1000), Enrique de Mondeville (en Chirurgia, 1306-1320) y Ambrosio Paré (en Sur les plaies par hacquebutes, 1543) hicieron otras descripciones, en particular recomendando ligar las arterias con un hilo en lugar de cauterizarlas.
En el siglo XIX, la sutura se hacía a menudo con cátgut, un hilo fabricado a partir del intestino delgado de herbívoros, que tenía la ventaja de ser digerido por las enzimas del organismo y no necesitaba ser retirado. A partir de 1860, debido a las infecciones, la esterilización se convirtió en un problema importante, lo que llevó primero al uso de cátgut fenolado y después de cátgut cromado, un material que también tenía la ventaja de ser más resistente. Sin embargo, no fue hasta 1906 cuando se ofreció un material verdaderamente estéril, basado en el tratamiento con yodo.
El siglo XX vio la llegada de los primeros hilos de sutura sintéticos (Synthofil A de B. Braun en 1935, Supramid de BASF en 1939), seguidos de los primeros absorbibles (Dexon y Vicryl) hacia 1970. A partir de los sesenta se generalizaron las técnicas alternativas, como el uso de adhesivos, grapas o esparadrapos.
Hoy en día, la mayoría de las suturas se realizan con hilos de sutura sintéticos, ya que el cátgut se prohibió a finales del siglo XX tras la enfermedad de las vacas locas. La esterilización se realiza por irradiación, térmica o química.

## Tipos de suturas

### Hilo de sutura

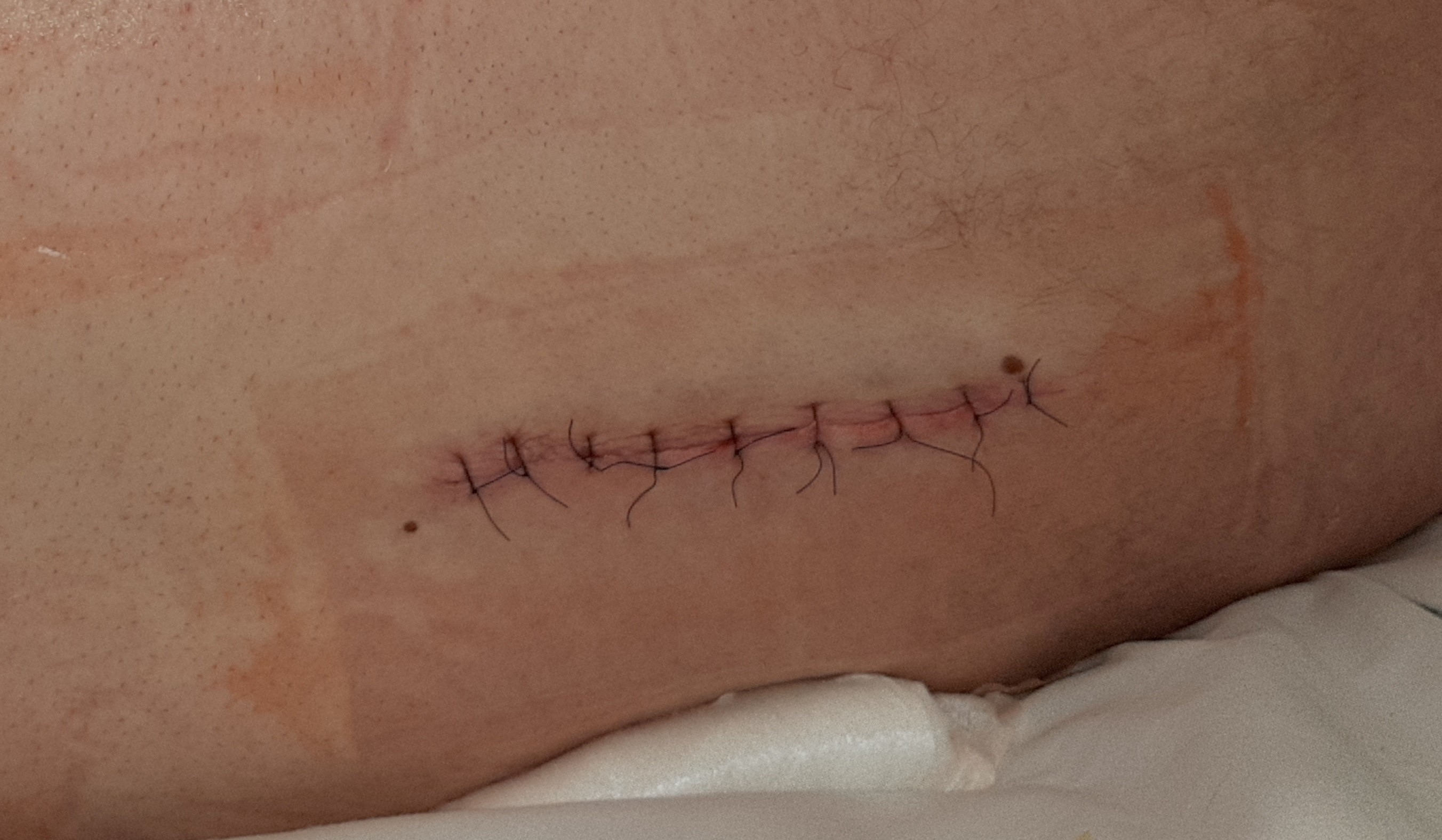
Durante el primer apósito se retiró el drenaje de Redon y se revisaron las suturas (sutura quirúrgica)

Los materiales para sutura quirúrgica son de diversos tipos. Las suturas originales están hechas de materiales biológicos, tales como catgut y seda. La mayoría de los materiales de sutura modernos son sustancias sintéticas como el ácido poliglicólico, el ácido poliláctico y la polidioxanona, así como sustancias no absorbibles como el nylon y el polipropileno. Actualmente los puntos de sutura son sustituidos en algunos casos usando adhesivos tisulares como fibrina que también se usan como sellantes para complementar la sutura convencional.
Los materiales para sutura vienen en tamaños muy específicos y pueden ser absorbibles (naturalmente biodegradables en el cuerpo) o no absorbibles. Las suturas deben ser lo suficientemente fuertes para sostener los tejidos de forma segura, pero lo suficientemente flexibles para ser anudada.

### Absorbibles de origen animal
- Catgut simple o crómico

### Absorbibles de origen sintético (Polímeros)
- Ácido poliglicólico: Dexon S®
- Ácido Poliglicólico recubierto con policaprolato: Dexon II®
- Áciido Poliglicólico recubierto con caprolactona: SSA40®, SSA90®
- Poliglactina 910: Vicryl®
- Polidioxane: PDS®, Biolorc®
- Poligliconato: Maxon®
- Poli (glycolide-co-caprolactona): Monoquick®

### No absorbibles naturales
- Seda quirúrgica
- Lino
- Algodón quirúrgico

### No absorbibles sintéticos
- Nylon: Ethylon®, Nurolon®, Surgilon®, Dermalon®
- Polipropileno: Prolene®, Surgilene®
- Acero: Acero inoxidable, Surgisteel®, Flexon®
- Poliéster: Dagrofil®, Ti-cron®, Synthofil®, Mersilene®, Mirafil®, Dacron
- Polibutéster: Novafil®

### Otros
- Grampa (o grapa) quirúrgica
- Suturas adhesivas: Steri-Strip®
- Cianoacrilato

| .                  | Catgut Simple | Catgut Crómico | Ácido poliglicólico | Polidioxanona (PDS) |
| ------------------ | --- | --- | --- | --- |
| Descripción        | Es una sutura absorbible a base de colágeno y monofilamentosa. | Sutura absorbible a base de colágeno y monofilamentosa. La precisión del enrollado logra darle un carácter de monofilamento.[2] | Se trata de un multifilamento trenzado sintético absorbible hecho de ácido poliglicólico, y recubierto con N-Laurin y L-lisina, que hacen que el hilo extremadamente liso, suave y un nudo seguro.                                                         | Se trata de un material monofilamentoso sintético de sutura absorbible, preparado a partir del poliéster, poli (p-dioxanone). |
| Composición        | Hecha torciendo fibras de colágeno biológico purificado recubierto con glicerol. | Hecha enrollando fibras de colágeno biológico purificado recubierto con sales de cromo. | Ácido poliglicólico | Poliéster y poly (p-dioxanona) |
| Fuerza textil      | Retención de fuerza hasta 7 días. | ? | ? | ? |
| Estructura         | Monofilamento | Monofilamento | Entrelazado | Monofilamento |
| Origen             | Serosa bovina. | Serosa bovina. | Sintético. | Sintético. |
| Tratamiento        | El hilo de Catgut simple es tratado con una solución que contiene glicerol. | Tratado con glicerol y sales crómicos. | Recubierto de esterato de magnesio. | No es recubierta. |
| Tipo de absorción  | El catgut simple es absorbido por la degradación proteolítica enzimática con una digestión completa a los 90 días. | Debido a la capa tratada con sales crómicos, ofrece aproximadamente el doble de la retención del catgut simple. Proteólisis enzimática digerida en 70 días, pierde fuerza a los 18-21 días. | Hidrólisis completa entre 60 y 90 días. Confiable. | Hasta semanas. |
| Reacción tisular   | Moderada | Moderada, más que la simple | ? | ? |
| Color hilo         | Amarilla | Marrón | Violeta e incolora | Violeta e incolora |
| Esterilización     | O. E. (gas) | O. E. (gas) | O. E. (gas) | O. E. (gas) |
| Ventajas           | Nudo de muy alta resistencia a la tracción, buena seguridad del nudo debido al excelente manejo del hilo. | Alta resistencia a la tracción, buena seguridad del nudo debido al acabado de su superficie, mejora en la suavidad debido a la presentación en seco del hilo, excelentes características de manejo. | Alta resistencia a la tensión inicial, garantía de eficacia durante el período crítico de la cicatrización de la herida. Buen paso por los tejidos, de fácil manejo, excelente capacidad de nudos, nudo seguro.                                            | Resistencia a la tracción de retención, garantía de mantener su fuerza. |
| Indicaciones       | Para todos los procedimientos quirúrgicos, especialmente cuando se trata de los tejidos que se regeneran con más rapidez. Cierre de heridas, oftalmología, ortopedia, obstetricia/ginecología y tracto gastro-intestinal. | Para todos los procedimientos quirúrgicos, sobre todo para los tejidos que se regeneran con mayor rapidez. | Subcutánea, cierres percutáneos, cirugía torácica y abdominal. | PDS es particularmente útil cuando se desea la combinación de una sutura absorbible y amplio apoyo a la herida, cirugía cardiovascular, pediátrica y oftálmica, recientemente aplicado a cirugía estética. |
| Contraindicaciones | No recomendado para incisiones que requieren el mantenimiento de los tejidos durante un período prolongado de tiempo. | No se recomienda para una incisión que requiere el mantenimiento de los tejidos durante un período prolongado de tiempo. | Esta sutura absorbible no debe utilizarse cuando se requiere una aproximación amplia de tejidos. | Este tipo de sutura absorbible no se utilizará para la aproximación prolongada de tejidos sometidos a gran estrés y/o en combinación con prótesis. |
| Precauciones       | Deberían tomarse precauciones especiales en pacientes con cáncer, anemia y malnutrición, pues tienden a absorber las suturas a una tasa más elevada. Cirugía cardiovascular, debido a las contracciones cardíacas. Se absorbe mucho más rápido cuando se utiliza en la boca y en la vagina, debido a la presencia de microorganismos. Evite el uso a largo plazo necesaria para la aproximación extendida de tejidos. La absorción es más rápida en los tejidos infectados. | Se absorbe mucho más rápido cuando se utiliza en la boca y en la vagina, debido a la presencia de microorganismos. Cirugía cardiovascular, debido a las contracciones cardíacas. Deberían tomarse precauciones especiales en pacientes con cáncer, anemia y malnutrición, pues tienden a absorber esta sutura a una tarifa más elevada. | Deberían tomarse precauciones especiales en pacientes ancianos y pacientes con historia de anemia y malnutrición. Al igual que con cualquier material de sutura, una adecuada seguridad requiere que el nudo sea hecho con la técnica quirúrgica correcta. | Los nudos de sutura del PDS deben estar debidamente situados para evitar desgarres. Conjuntiva, vagina y otras mucosas que permanezcan por largos períodos pueden asociarse con irritación local. Subcuticular deben colocarse lo más profundamente posible para reducir al mínimo el eritema y induración que normalmente se asocian con la absorción. |